# Fritz Limmer
Fritz Limmer (* 25. Mai 1881 in Kulmbach; † 28. März 1947 ebenda; vollständiger Name: Michael Friedrich Limmer) war ein deutscher Chemiker und Hochschullehrer, der auch als Fotograf und Heimatforscher bekannt ist.

## Leben
Limmer wurde 1881 als ältester Sohn des Mühlenbesitzers und Landtagsabgeordneten Hermann Limmer (1848–1921) im oberfränkischen Kulmbach geboren. Seine Mutter Marie Limmer geb. Jahn entstammte einer alteingesessenen Apothekerfamilie. Von 1901 bis 1905 studierte Fritz Limmer Chemie an der Technischen Hochschule München und an der Friedrich-Alexander-Universität Erlangen. Er wurde am 1. November 1904 an der Erlanger Universität zum Dr. phil. promoviert. Der Titel seiner Dissertation lautete „Über Benzimidazole und Derivate des Parachlororthophenylendiamins“. Sein Doktorvater war der Chemiker Otto Fischer, ein Vetter des Nobelpreisträgers Emil Fischer.
Anschließend arbeitete Limmer zwei Jahre als Assistent am Chemischen Institut der Bergakademie Freiberg. Ab 1907 war er bei Adolf Miethe im photo-chemischen Laboratorium der Technischen Hochschule (Berlin-)Charlottenburg tätig. Dort vollendete er seine Arbeit „Das Ausbleichverfahren (Farbanpassungsverfahren), eine Möglichkeit der direkten Körperfarbenphotographie“. Diese Arbeit erschien zunächst im Selbstverlag und 1911 in einer stark erweiterten Fassung. Im Mai 1909 habilitierte sich Limmer an der Technischen Hochschule Braunschweig und lehrte dort als Privatdozent. Durch seine Zeit in Braunschweig ist Limmer u. a. für seine Fotografien des in Braunschweiger lebenden Schriftstellers Wilhelm Raabe bekannt.
Im April 1912 wurde er als Professor und Gründungsdirektor des neu geschaffenen Instituts für wissenschaftliche und angewandte Photographie an die Technische Hochschule Darmstadt berufen. Das Institut wurde der Abteilung Mathematik und Naturwissenschaften zugeordnet. Limmers Räume lagen im Physikalischen Institut in der Hochschulstraße. Seine Aufgabe war die Ausbildung von Studierenden aller Abteilungen in fotografischen und fotochemischen Techniken.
Limmer meldete sich 1915 freiwillig zum Kriegsdienst in der Fliegertruppe der 6. Armee und war bis November 1918 als Sachverständiger in der Luftaufklärung eingesetzt. Erst nach dem Ende des Ersten Weltkriegs nahm er 1919 seine Lehrtätigkeit an der Darmstädter Hochschule wieder auf. Limmer gab zahlreiche Lehrveranstaltungen im Umfeld der Fotografie und der Chemie. Sein Spezialgebiet war der Einsatz der Fotografie im Dienste der Heimatkunde und Denkmalpflege. Fritz Limmer wurde 1932 emeritiert. Da es zunächst keinen Nachfolger für ihn gab, nahm er die Aufgabe weiterhin ehrenamtlich wahr, bis das Institut 1935 aufgelöst wurde.
Limmer hielt die Ereignisse in Darmstadt ab 1919 in einem minutiösen 22-bändigen Tagebuch fest. Dies ist ein einzigartiges Dokument der Darmstädter Stadtgeschichte in den 1920er bis 1940er Jahren. Das Tagebuch ist inzwischen im Besitz des Darmstädter Stadtarchivs.
Fritz Limmer war seit August 1918 mit Margarete geb. Albert verheiratet. Aus der Ehe gingen die beiden Töchter Inge (1920–2001) und Helgard (1928–1955) hervor.
Limmer wohnte in seinen Darmstädter Jahren mit seiner Familie lange Zeit in einer Etagenwohnung im Mehrfamilienwohnhaus Olbrichweg 14 auf der Mathildenhöhe, das Teil einer 1914 von Albin Müller als Musterbau für die Ausstellung der Darmstädter Künstlerkolonie errichteten Mietshausgruppe war. Das Gebäude wurde bei dem Bombenangriff auf Darmstadt in der Nacht vom 11. auf den 12. September 1944 völlig zerstört. Daraufhin übersiedelte Limmer mit seiner Familie nach Kulmbach. Dort verstarb er im März 1947 im Alter von fast 66 Jahren.

## Schriften
- Über Benzimidazole und Derivate des Parachlororthophenylendiamins. Erlangen 1904.
- Das Ausbleichverfahren. Halle 1911.
- Das Institut für wissenschaftliche und angewandte Photographie der Technischen Hochschule Darmstadt. Darmstadt 1928.